# Mesosa revoluta
Mesosa revoluta là một loài bọ cánh cứng trong họ Cerambycidae.